# 447 Valentine

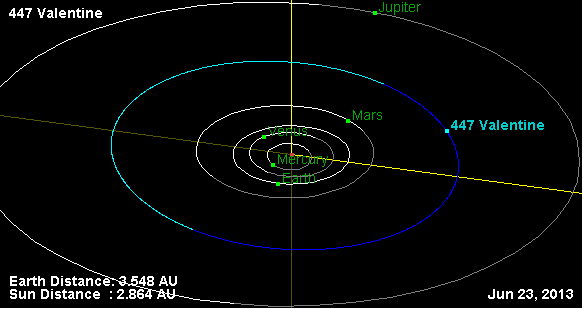
Órbita de 447 Valentine.

Valentine (asteroide 447) é um asteroide da cintura principal com um diâmetro de 79,22 quilómetros, a 2,8698721 UA. Possui uma excentricidade de 0,038878 e um período orbital de 1 884,58 dias (5,16 anos).
Valentine tem uma velocidade orbital média de 17,23656505 km/s e uma inclinação de 4,80122º.
Esse asteroide foi descoberto em 27 de Outubro de 1899 por Max Wolf, Arnold Schwassmann.